# Xã Independence, Quận Macon, Missouri
Xã Independence (tiếng Anh: Independence Township) là một xã thuộc quận Macon, tiểu bang Missouri, Hoa Kỳ. Năm 2010, dân số của xã này là 161 người.